# 枚方市立蹉跎中学校
枚方市立蹉跎中学校（ひらかたしりつ さだちゅうがっこう）は、大阪府枚方市出口五丁目にある公立中学校。

## 沿革
- 1983年に枚方市立第二中学校より分離開校。

## 通学区域
- 枚方市立蹉跎小学校の通学区域の半分。
- 枚方市立蹉跎西小学校の通学区域全域。
- 枚方市立蹉跎東小学校の通学区域の大半。
- 枚方市立伊加賀小学校の通学区域の一部。

## 交通
- 京阪本線光善寺駅 西へ約1km

## 著名な出身人物
- 宇治原史規 - お笑いタレント・ロザン
- 九鬼隆平 - プロ野球選手
- 山足達也 - プロ野球選手
- 中田湧大 - プロサッカー選手
- 山田尚幸 - プロサッカー選手
- 井上奨   - 日大アメフト部元コーチ
- 大隈隆明 - 元ラグビー選手
- 寺田幸司 - 元ラグビー選手、You Tuber
- 猪村優仁 - 元ラグビー選手
- 三原亮太 - 元ラグビー選手
- 牛丸ありさ - ロックバンド・yonige

## クラブ
陸上部は大阪府内でもトップレベルの強さを誇る。特に男子400メートルリレーでは2011年の近畿大会で優勝するほどの実力である。また、2010年のジュニアオリンピック400メートルリレー大阪代表として同校から2人が選抜され、大阪代表として全国一位に貢献している。
バレーボール部は2017年に春季の北河内大会では準優勝、秋季の大阪府大会ではベスト3の実力がある。府大会の決勝に進めた公立中学は3校しかなくその他は全て私立中学の中でのベスト3である。